# Claude Nigon
Claude Nigon (Basilea, 28 dicembre 1928 – Basilea, 30 gennaio 1994) è stato uno schermidore francese, vincitore di una medaglia di bronzo nella scherma ai giochi olimpici.